# Абердин (Вашингтон)
Абердин (енгл. Aberdeen) град је у америчкој савезној држави Вашингтон. По попису становништва из 2010. у њему је живело 16.896 становника.

## Демографија
Према попису становништва из 2010. у граду је живело 16.896 становника, што је 435 (2,6%) становника више него 2000. године.
| Група             | 2000.          | 2010.          |
| Белци             | 13.530 (82,2%) | 12.610 (74,6%) |
| Афроамериканци    | 77 (0,5%)      | 135 (0,8%)     |
| Азијати           | 345 (2,1%)     | 319 (1,9%)     |
| Хиспаноамериканци | 1.518 (9,2%)   | 2.678 (15,8%)  |
| Укупно            | 16.461         | 16.896         |